# Riksväg 14, Estland
Riksväg 14 är en sekundär riksväg i Estland. Vägen är 39 kilometer lång och går mellan småköpingen Kose i landskapet Harjumaa och Riksväg 15 vid byn Purila i landskapet Raplamaa.
Vägen ansluter till:
- Riksväg 12 (i Kose)
- Riksväg 2/Europaväg 263 (vid Kose-Risti)
- Riksväg 15 (vid Purila)